# 比隆市鎮
比隆市鎮（丹麥語：Billund Kommune）是丹麥的一個市鎮，位於日德蘭半島中部，屬南丹麥大區。面積536.51平方公里，2009年人口26,235人。行政中心为格林斯泰茲。